# Knutsen och Ludvigsen
Knutsen och Ludvigsen är en norsk barnkomedifilm från 1974 om Knutsen och Ludvigsen. Filmen regisserades av Ola Winger. Rollerna som Knutsen och Ludvigsen spelas av Harald Heide-Steen jr. och Rolf Just Nilsen.

## Handling
Knutsen och Ludvigsen har slagit sig ner i en tunnel i brist på en bättre plats att bo. Detta går emot samhällsnormen och snart dyker både myndigheterna upp och andra som kräver respekt för lagen. De kräver att tunnelns boende vräks, och därmed hamnar Knutsen och Ludvigsen i en strid för sitt hem.

## Om filmen
Filmen utspelar sig i Oslo trots sitt trønderska ursprung..
Dagbladets recensent gav den fyra i betyg, medan VG gav den sex. Aftenposten beskrev den som väldigt lyckad. Arbeiderbladet var också nöjd, fast manade att den var för lång för de yngsta barnen.
Filmens budskap beskrivs som «rätt tidsenlig om den lilla mannens strid mot staten och byråkratin, varför livet i storstan är dåligt, och det bästa är att bosätta sig i naturen».

## Rollista
- Rolf Just Nilsen som Ludvigsen
- Harald Heide-Steen jr. som Knutsen
- Carsten Winger som Myndigheterna
- Ulf Wengård som Konduktören
- Arve Opsahl som Kapten Knutsen
- Willie Hoel som Lokföraren
- Aud Schønemann som Konduktörens fru
- Andreas Diesen som Djuret 1
- Anders Hatlo som Djuret 2
- Kjersti Døvigen som Djuret 3
- Sverre Anker Ousdal
- Torgils Moe
- Lillemor Hoel
- Dag Vågsås